# Lutz Giesen
Lutz Giesen (* 1974 in Berlin) ist ein Neonazi-Kader und Aktivist der Freien Kameradschaftsszene, der bundesweit als Anmelder und Redner bei neonazistischen Kundgebungen auftritt.
Giesen ist seit Mitte der 1990er Jahre in der Neonaziszene aktiv, organisiert Aufmärsche, tritt als Redner auf, verfasst Propaganda-Schriften und schult weitere Kader. Er war zunächst im Raum Berlin aktiv und zählt zu den Gründern und Leiter der Berliner „Kameradschaft Germania“. 2002 verzog er nach Hamburg und 2004 nach Greifswald, wo er zeitweise Kontakte zu der Burschenschaft Rugia pflegte. Seither nimmt er eine wesentliche Rolle in der Neonazi-Szene in Mecklenburg-Vorpommern ein, unter anderem als führende Kraft in der Heimattreuen Deutschen Jugend, im „Heimatbund Pommern“ (HBP) und der „Pommerschen Aktionsfront“ (PAF), mittlerweile umbenannt in Soziales und Nationales Bündnis Pommern (SNBP), einen Zusammenschluss örtlicher Kameradschaften. 
Häufig tritt Giesen als Anmelder und Redner von Neonazi-Kundgebungen auf, so z. B. im Februar 2000, als er in Berlin eine Neonazi-Mahnwache am Todestag des SA-Führers Horst Wessel anmeldete oder sich im gleichen Jahr am Rudolf-Heß-Gedenkmarsch in Wunsiedel beteiligte.
Seit Juni 2024 sitzt er für die Freien Sachsen im Kreistag von Mittelsachsen.

## Vorstrafen
Giesen ist unter anderem wegen Volksverhetzung, Verwendens verfassungsfeindlicher Symbole, Widerstands gegen Vollstreckungsbeamte und Körperverletzung mindestens 15 Mal vorbestraft. Im September und Oktober 1996 wurde er zusammen mit Frank Schwerdt und Christian Wendt wegen Volksverhetzung verurteilt, weil sie in einem so genannten „Schulungsbrief“ der Vereinigung Die Nationalen die „Lehre“ des Nationalsozialismus verbreitet hatten. Am 11. April 2005 wurde Giesen in Hoyerswerda zu einer Geldstrafe von 1440 Euro verurteilt, weil er am 18. September des Vorjahres während einer Demonstration in der Stadt dazu aufgefordert hatte, „das faschistische Regime der BRD hinwegzufegen“. Während der Haftzeiten wurde er von der Neonazi-Hilfsorganisation für nationale politische Gefangene und deren Angehörige e.V. (HNG) betreut.